# Uherská
Uherská je přírodní památka jižně od obce Zděchov v okrese Vsetín. Oblast spravuje AOPK ČR Správa CHKO Beskydy. Důvodem ochrany je dochovaná pastvina (pasínek) s bohatým výskytem porostu jalovce obecného (Juniperus communis) s výskytem řady vzácných a zvláště chráněných druhů rostlin a živočichů. Zajištění podmínek k perspektivnímu vývoji populací těchto druhů (zejména jalovce obecného a vstavačovitých).

## Galerie

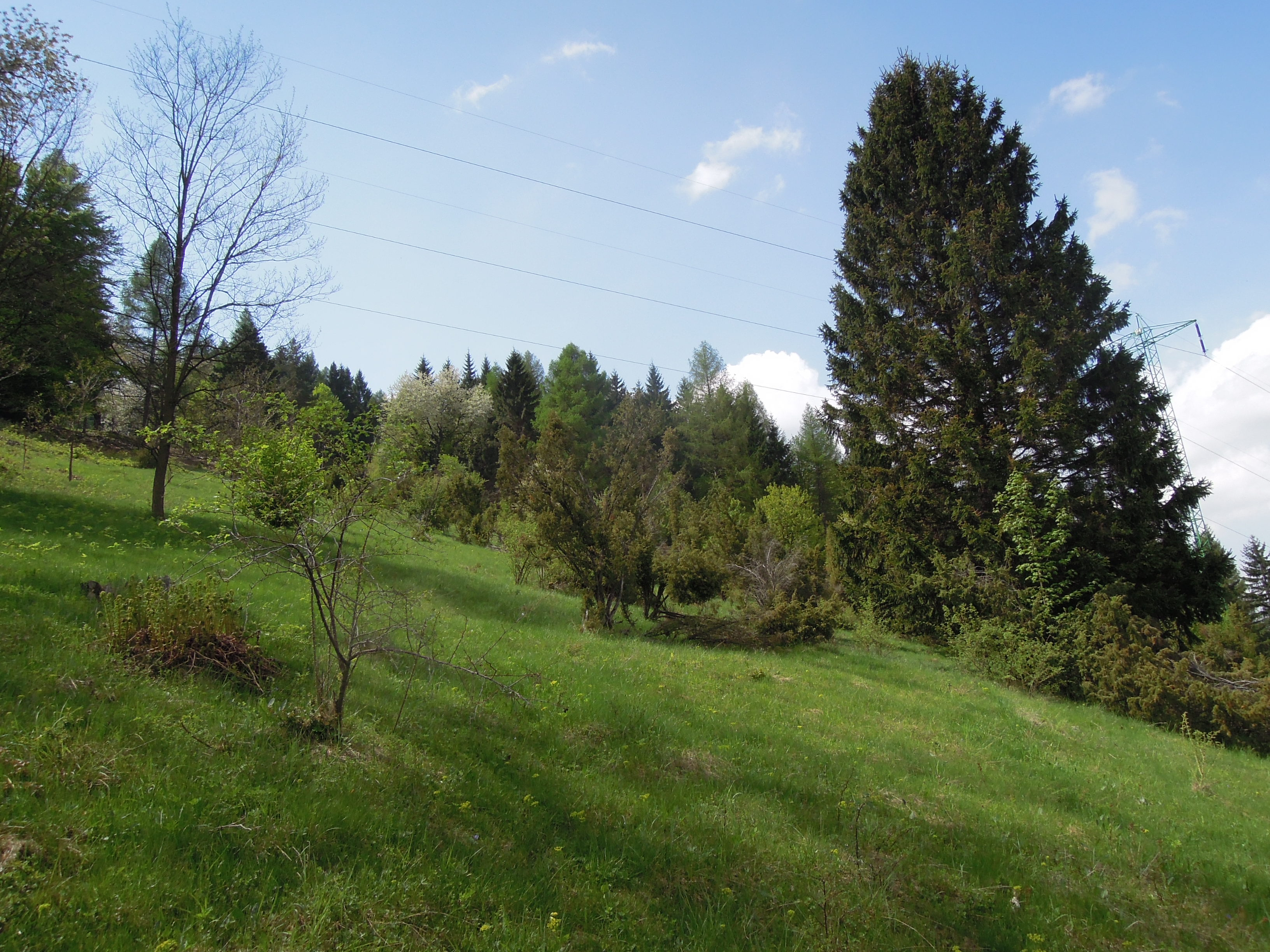
Horní část přírodní památky
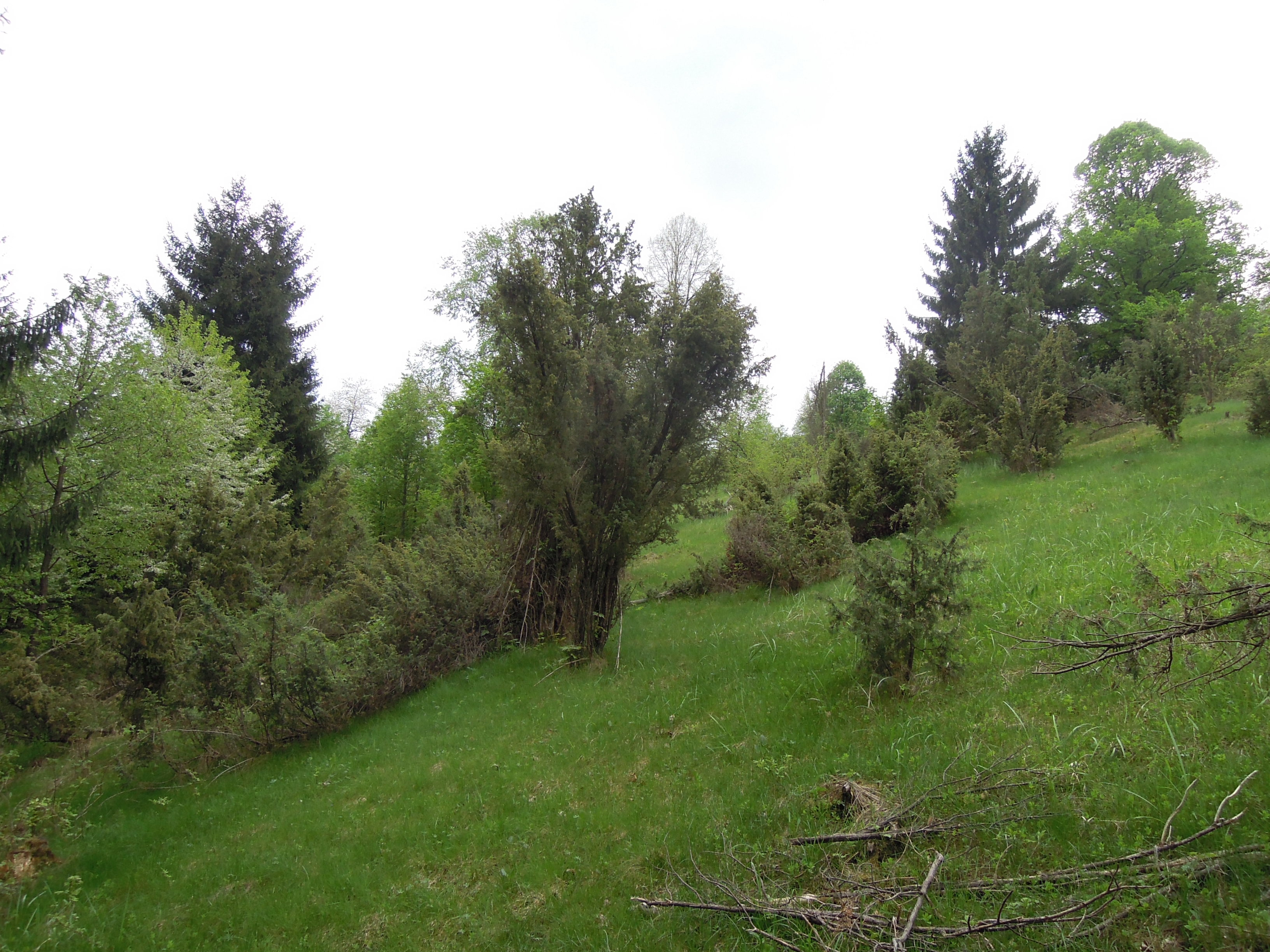
Dolní část přírodní památky
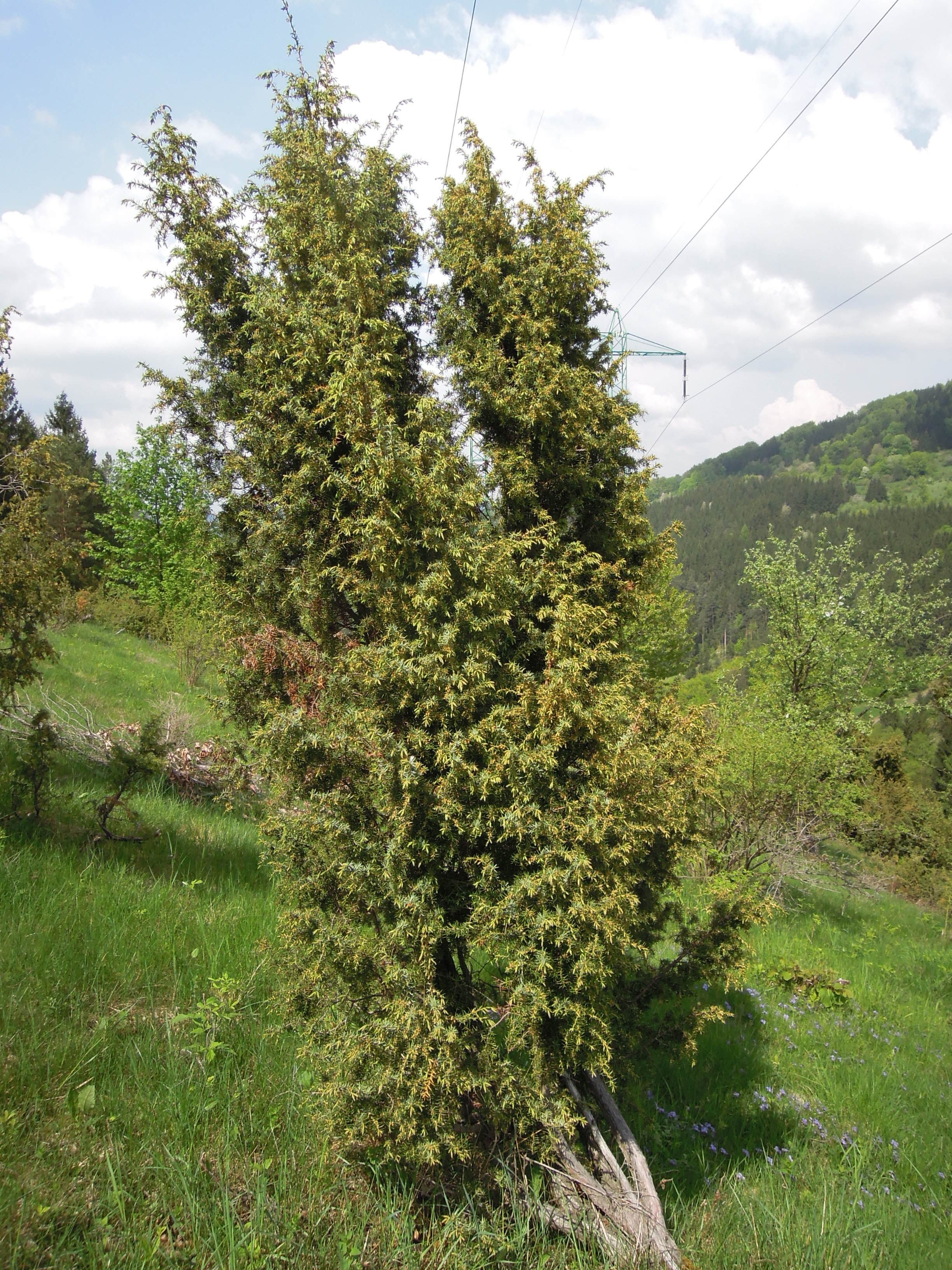
Jalovec obecný